# Stegosiren
Stegosiren — сирена середнього олігоцену Південної Кароліни, США. Stegosiren може бути сестринським таксоном для Caribosiren та Priscosiren. Стегосірен відрізняється від інших сирен помітно розширеною головою. Екоморфологія та поділ кормових ніш ускладнюються сиренським різноманіттям.